# هارتبرغ
هارتبرغ هي مدينة تقع في ولاية شتايرمارك، النمسا.

## الجغرافيا
تقع المدينة في شرق ستيريا وعلى بعد حوالي 40 كم شمال شرق عاصمة المقاطعة غراتس.

## التاريخ
تم استيطان المنطقة المحيطة بهارتبرغ في عصور ما قبل التاريخ، كما يتضح من مستوطنة العصر الحجري الحديث القريبة، هناك أيضًا آثار لمستوطنات من العصر الروماني مثل فيلا روستيكا كما تم العثور على بقايا مبانٍ رومانية من القرن الثاني تحت كنيسة أبرشية مدينة هارتبيرج.
تم التخطيط والتوسع بين 1125 و1128.  في عام 1286 تم ذكر المستوطنة لأول مرة كمدينة.
في عام 1469 احتل المتمردون المدينة تحت قيادة القائد المرتزق الإمبراطوري أندرياس بومكيرشر وبعد سنوات قليلة دمرها جنود الملك المجري ماتياس كورفينوس.  في عام 1532 مرت القوات التركية بالمدينة لكنها دمرت الضواحي.
في عام 1715 احترقت المدينة باستثناء عدد قليل من المنازل.